# Stare Chrusty (powiat łódzki wschodni)
Stare Chrusty – osada leśna w Polsce położona w województwie łódzkim, w powiecie łódzkim wschodnim, w gminie Koluszki.
W latach 1975–1998 miejscowość administracyjnie należała do województwa piotrkowskiego.